# 卡洛塔灣
62°22′15.7″S 59°41′47.9″W / 62.371028°S 59.696639°W

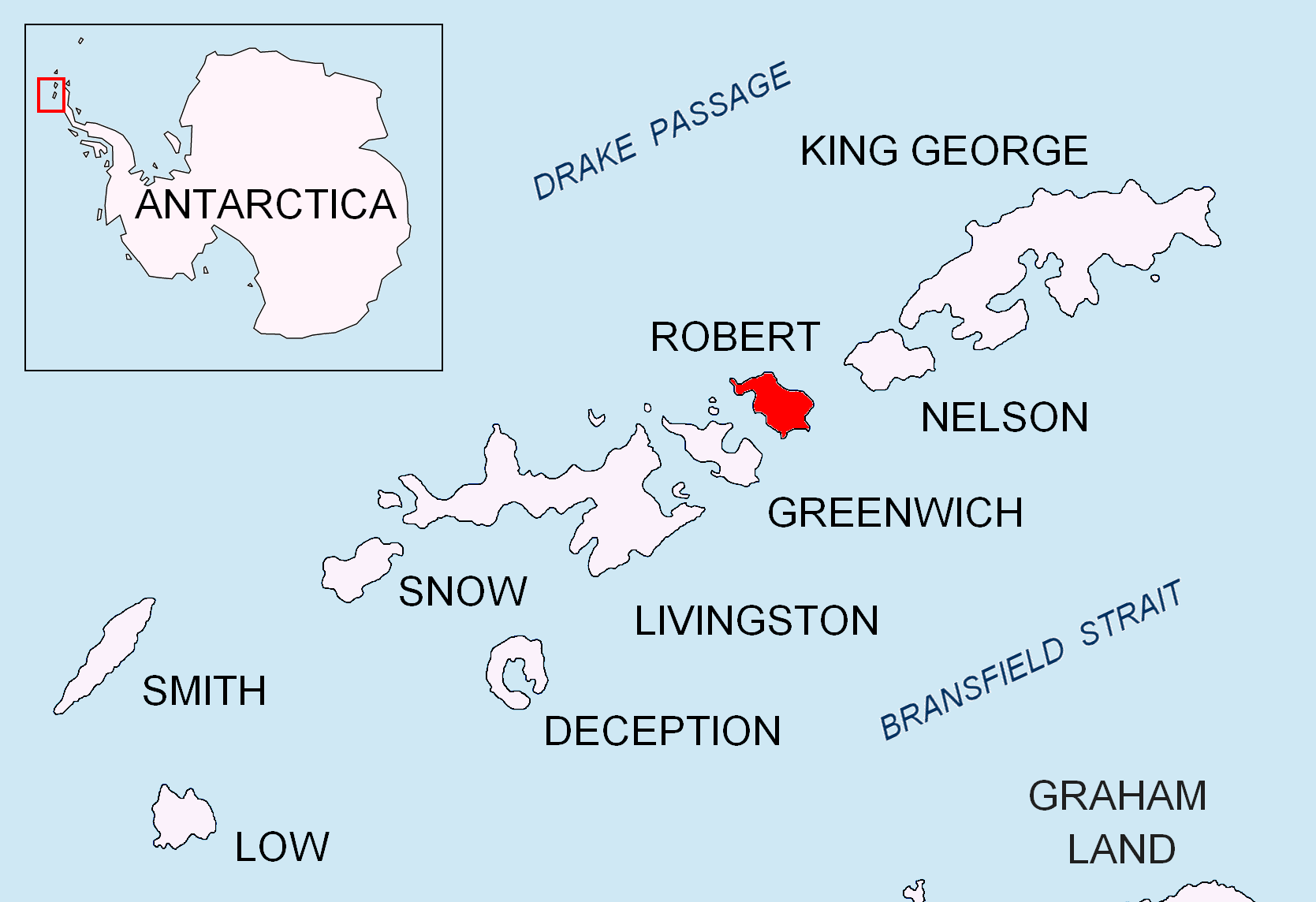

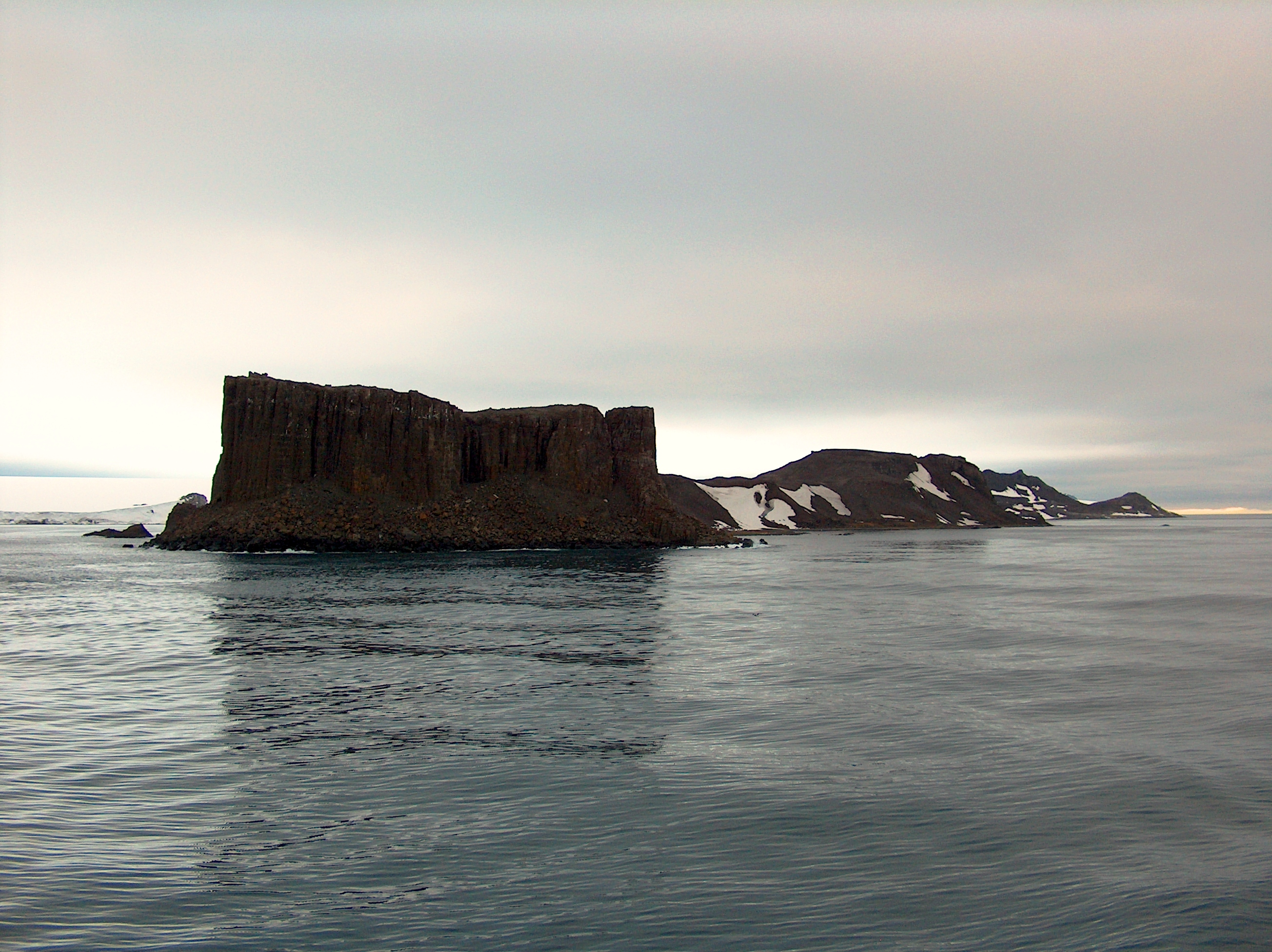

卡洛塔灣（Carlota Cove），是南極洲的海灣，位於南設得蘭群島的羅伯特島，處於阿爾法塔半島西北岸，長1.14公里、寬1.9公里，在1949年由智利探險隊測量和命名，現時由南極條約體系管理。